# إنديبندينتي ميديلين
ديبورتيفو إنديبندينتي ميديلين ، هو فريق كرة القدم كولومبي محترف ، ومقره في ميديلين ، والذي يلعب حاليا في دوري الدرجة الأولي. يلعب النادي مبارياته المنزلية في ملعب ملعب أتاناسيو خيراردوت
فاز إنديبندينتي ميدلين بالفئة الأولى أ ست مرات: في 1955 و 1957 و 2002 و 2004 و 2009 و 2016. وكان أفضل أداء له على المستوى الدولي في عام 2003 ، عندما وصل الفريق إلى الدور قبل النهائي في بطولة كأس ليبرتادوريس.